# Hotel Stare Kino Cinema Residence w Łodzi
Hotel Stare Kino Cinema Residence – butikowy hotel w Łodzi położony w centrum miasta, przy ul. Piotrkowskiej 120; jedyny w Polsce hotel o charakterze filmowym. Posiada 42 apartamenty z aranżacją wnętrz nawiązującą do atmosfery polskich filmów, głównie tych kręconych w Łodzi.
Wystrój poszczególnych pokoi obejmuje kadry takich filmów jak Ziemia obiecana, Stawka większa niż życie czy Kingsajz. W drugiej części kamienicy można znaleźć pokoje nawiązujące wystrojem do największych w historii produkcji kina światowego – takich jak Słomiany wdowiec, Ojciec Chrzestny, Różowa Pantera czy Titanic.

## Historia
Kamienica położona od frontu ulicy Piotrkowskiej została zaprojektowana przez Gustawa Landau Gutentegera i zbudowana w 1891 roku. W podwórzu posesji, w budynku dzisiejszego hotelu bracia Władysław i Antoni Krzemińscy założyli w 1899 roku pierwsze w Polsce stałe kino o nazwie Gabinet Iluzji. Obecnym właścicielem hotelu jest spółka RR Office.

## Obiekty w pobliżu
Ze znanych obiektów położonych w pobliżu lub w niezbyt dużej odległości od hotelu Stare Kino Cinema Residence wyróżnić można Manufakturę, Międzynarodowe Targi Łódzkie, Off Piotrkowską, Pasaż Artura Rubinsteina, Aleję Gwiazd oraz Muzeum Kanału „Dętka”. W bezpośrednim sąsiedztwie znajdują się liczne puby i restauracje.